# Julius Petersen
Julius Petersen (Sorø, 16 giugno 1839 – Copenaghen, 5 agosto 1910) è stato un matematico danese, noto soprattutto per essere stato uno dei fondatori della teoria dei grafi.

## Biografia

Il "grafo di Petersen"

Nella sua opera del 1891, Die Theorie der regulären graphs, dimostrò come errata la dimostrazione del teorema dei quattro colori fornita da Peter Guthrie Tait, dandone un controesempio con quello che ha preso il nome di "grafo di Petersen".
Si occupò di svariati campi della matematica, tra cui geometria, analisi complessa, fisica matematica, matematica finanziaria e crittografia. Nel 1880 pubblicò un trattato sistematico sulle figure geometriche costruibili con riga e compasso.
Nel 1992, la rivista Discrete Mathematics gli dedicò un'edizione speciale per celebrare il 150º anniversario della sua nascita.